# 15375 Laetitiafoglia
15375 Laetitiafoglia este un asteroid din centura principală de asteroizi.

## Descriere
15375 Laetitiafoglia este un asteroid din centura principală de asteroizi. A fost descoperit pe 30 ianuarie 1997 la Cima Ekar de Ulisse Munari și Maura Tombelli. Asteroidul prezintă o orbită caracterizată de o semiaxă mare de 2,27 ua, o excentricitate de 0,06 și o înclinație de 4,5° în raport cu ecliptica.